# Congenitale cyanotische hartziekte
Congenitale cyanotische hartziekten is een groep van aangeboren hartziekten waarbij een pasgeborene een manifesterende centrale cyanose (blauwzucht) heeft, meestal uit dit in een blauwe tong. De blauwe tong wordt veroorzaakt doordat het hemoglobine van de rode bloedcel in de capillaire vaten van de tong niet voldoende geoxygeneerd zijn. Dit symptoom kan vanaf een concentratie van geoxygeneerd hemoglobine van minder 3 gram per 100 milliliter bloed.
Cyanose bij deze groep hartafwijkingen wordt veroorzaakt doordat er een verbinding tussen de rechter- en linkerkant van het hart waardoor het zuurstofrijke bloed met het zuurstofarme bloed kan mengen. Dit mengsel, wat dus minder geoxygeneerd is dan bloed dat in de normale situatie door de slagaderen gaat, wordt vervolgens door de linker kamer het lichaam in gepompt. Doordat dit mengsel dus relatief onderverzadigd is treedt er cyanose, blauwzucht, op.

## Oorzaken van centrale cyanose bij de pasgeborene
- longziekten
- hartziekten
- persisterende pulmonale hypertensie van de pasgeborene (PPHN), een vorm van pulmonale hypertensie
- methemoglobinemie

## Ontstaansmechanismen van congenitale cyanose
- Rechts-links shunt: hierbij gaat zuurstofarm bloed vanuit het veneuze systeem bloed direct naar het zuurstofrijke bloed van het arteriële systeem zonder de longen te passeren. Voorbeelden van deze hartafwijkingen zijn: tetralogie van Fallot, tricuspedalis atresie, ziekte van Ebstein, ventriculair septaal defect
- abnormaal bijmengen van zuurstofarm bloed of een versnelde longpassage van zuurstofarm bloed. Voorbeelden van deze hartafwijkingen zijn: Transpositie van de grote vaten (TGA), Totale abnormale pulmonaire veneuze drainage